# Эрнст, Вильгельм
Вильгельм Эрнст (нем. Wilhelm Ernst; 25 августа 1905, Гельзенкирхен — 23 июля 1952, там же) — немецкий шахматист, национальный мастер.
Серебряный призёр чемпионата Германии 1935 г. Чемпион Вестфалии 1934 г.
В составе сборной Германии бронзовый призёр неофициальной шахматной олимпиады 1936 г. Получил малую серебряную медаль за 2-й результат среди 1-х запасных участников.
Победитель турнира немецких мастеров в Вайденау (1937 г.).
Работал городским инспектором в Гельзенкирхене.

## Спортивные результаты
| Год  | Город         | Соревнование                                                   | + | − | =  | Результат | Место |
| ---- | ------------- | -------------------------------------------------------------- | - | - | -- | --------- | ----- |
| 1934 |               | Чемпионат Вестфалии                                            |   |   |    |           | 1     |
| 1935 | Кельн         | Турнир немецких мастеров                                       |   |   |    |           | 3     |
|      | Аахен         | Чемпионат Германии                                             | 7 | 3 | 5  | 9½ из 15  | 2—4   |
| 1936 | Мюнхен        | Неофициальная шахматная олимпиада (сборная Германии, запасной) | 8 | 3 | 3  | 9½ из 14  |       |
| 1937 | Бад-Эйнхаузен | Чемпионат Германии                                             | 4 | 6 | 3  | 5½ из 13  | 11    |
|      | Вайденау      | Турнир немецких мастеров                                       |   |   |    |           | 1     |
|      | Бад-Зааров    | Международный турнир                                           | 1 | 4 | 4  | 3 из 9    | 8     |
| 1938 | Хайльбронн    | Зональный турнир чемпионата Германии                           |   |   |    |           | 5     |
| 1939 | Бад-Эйнхаузен | Чемпионат Германии                                             | 2 | 7 | 6  | 5 из 15   | 16    |
| 1940 | Кельн         | Матч с Г. Кинингером                                           | 2 | 4 | 4  | 4 : 6     |       |
| 1941 | Бад-Эйнхаузен | Чемпионат Германии                                             | 4 | 4 | 7  | 7½ из 15  | 8—11  |
| 1947 | Вайденау      | Чемпионат Германии                                             | 5 | 7 | 7  | 8½ из 19  | 13—14 |
|      | Эссен         | Турнир немецких мастеров                                       | 3 | 6 | 2  | 4 из 11   | 10    |
| 1948 | Эссен         | Чемпионат Германии                                             | 3 | 7 | 5  | 5½ из 15  | 12—14 |
| 1951 | Дюссельдорф   | Чемпионат Германии                                             | 6 | 5 | 10 | 11 из 21  | 11—14 |
| 1952 | Хаген         | Турнир немецких мастеров                                       | 2 | 4 | 3  | 3½ из 9   | 7—8   |